# Ludwig Fréderic Teichfuss
Ludwig Fréderic Teichfuss (Lucerna, 15 dicembre 1884 – Pavullo nel Frignano, 11 luglio 1966) è stato un progettista italiano.

## Biografia
Appassionato dalla tecnica fin da giovane, oltre che appassionato ciclista, nel 1907 divenne campione di Svizzera e partecipò a numerose gare anche in Italia, con buoni risultati.
Contemporaneamente, era affascinato dal volo a vela che iniziava in quegli anni.
Sempre nel 1907 a Pian del Falco, nei pressi di Sestola (una località montana dell'Appennino modenese), fece il suo primo tentativo di volo senza motore costruendo l'"Aerocicloplano": un monoplano con carrello che utilizzava due ruote da bicicletta, spinto da eliche messe in rotazione da pedali, ma il tentativo fallì: dopo circa 300 metri di decollo, l'apparecchio cadde al suolo e Ludwig non fece altri tentativi di volo che sfruttassero la sola forza umana.
Fra il 1908 e il 1912 lavorò come elettricista alla sede bolognese della AEG quindi, allo scoppio della prima guerra mondiale, per non ritornare in Svizzera  si arruolò come volontario nel Deutsches Heer (l'esercito imperiale tedesco), vicino a Reims dove chiese ed ottenne di arruolarsi nei primi reparti aerei tedeschi. Grazie ai suoi precedenti come tecnico, fu inviato a Mannheim per seguire un corso di specializzazione come motorista e montatore aeronautico, acquisendo le esperienze che successivamente lo avrebbero aiutato nel settore aeronautico.
Alla fine della guerra Teichfuss si sposò stabilendosi a Pavullo nel Frignano italianizzando il suo nome in Luigi Federico Teichfuss.
Nel 1920 iniziò presso il velodromo di Bologna la costruzione dell'aliante Condor I che successivamente presenterà ad Asiago nell'ottobre del 1924, in occasione del primo concorso internazionale di volo a vela. A questo seguirono il Condor II e il Condor III.
Attorno al 1920 "I Piani di Pavullo", una zona a sud di Pavullo, venne reputata particolarmente interessante da parte di Luigi Teichfuss e Umberto Nannini. Nel 1923 iniziarono i lavori di realizzazione e il 2 luglio 1931, mediante Regio Decreto n. 1610, nacque l'aeroporto di Pavullo, con annessa la prima scuola di pilotaggio per volo a vela, nella quale Techfuss ebbe l'incarico di capo progettista.
Fra le innovazioni della scuola di pilotaggio di Pavullo è da annoverare lo sviluppo del traino al verricello che soppiantò il lancio a elastico (allora in voga).
Negli anni seguenti Teichfuss aprì l'officina Alianti, presso l'aeroporto "G. Paolucci" (realizzato da Teichfuss stesso), completa dell'ufficio di progettazione in località "Le Aie", dietro la sua abitazione.
Nacque in questo modo la prima fabbrica in Italia specializzata in apparecchi per volo a vela: la Fabbrica Alianti Luigi Teichfuss, F.A.L. Teichfuss.
Nel 1943, dopo la distruzione della Caserma “G. Paolucci” da parte dei soldati tedeschi prima della loro ritirata verso nord, oltre che di tutti i velivoli presenti nel campo e nei capannoni, Teichfuss interruppe la sua attività dopo aver progettato 24 alianti, per un totale di almeno 60 esemplari funzionanti: complessivamente il 40% degli alianti italiani prodotti dal 1923 al 1943.

## Velivoli realizzati
Un elenco dei velivoli progettati e realizzati da Teichfuss:
| Teichfuss Aerocicloplano                            | 1907 |
| Teichfuss Allievo Pavullo e Allievo Pavullo Biposto |      |
| Teichfuss Astore                                    |      |
| Teichfuss Balilla                                   |      |
| Teichfuss Biposto Scuola                            |      |
| Teichfuss Borea                                     |      |
| Teichfuss Cicogna                                   |      |
| Teichfuss Condor I, Condor II, Condor III           | 1920 |
| Teichfuss Falco                                     |      |
| Teichfuss Gabbiano                                  | 1927 |
| Teichfuss Grifo                                     |      |
| Teichfuss LT-03                                     |      |
| Teichfuss LT-12                                     |      |
| Teichfuss LT-02 FIDIA                               |      |
| Teichfuss LT-30 Espenlaub                           |      |
| Teichfuss LT-35 Borea                               |      |
| Teichfuss Nibbio 1                                  |      |
| Teichfuss Nibbio 2 Freccia Nera                     |      |
| Teichfuss Orione 1 e Orione 2                       |      |
| Teichfuss Sparviero                                 | 1937 |
| Teichfuss Super Grifo                               |      |
| Teichfuss Tenax                                     |      |
| Teichfuss Turbine                                   | 1939 |